# Айта (озеро)
Айта — озеро на территории Пенингского сельского поселения Муезерского района Республики Карелия.

## Общие сведения
Площадь озера — 1,1 км², площадь бассейна — 43,6 км². Располагается на высоте 213,9 метров над уровнем моря.
Форма озера продолговатая, вытянуто с северо-запада на юго-восток. Берега преимущественно заболоченные.
С восточной стороны озера втекает ручей, текущий из безымянной ламбины.
С юго-западной стороны озера вытекает одноимённая река, впадающая в реку Салма.
Населённые пункты возле озера отсутствуют.
Код водного объекта в государственном водном реестре — 01050000111102000010809.